# Hartwig Piepenbrock
Hartwig Piepenbrock (* 25. März 1937 in Osnabrück; † 3. Juli 2013 in Berlin) war ein deutscher Unternehmer, Mäzen, Honorarkonsul der Bahamas und Honorarprofessor. 

## Leben
1955 trat der gelernte Gebäudereiniger in den Betrieb seines Vaters ein. Er machte die Piepenbrock Service GmbH zum größten Dienstleistungsunternehmen im Facilitymanagement Deutschlands. Im Jahr 2000 gab er die Leitung des Unternehmens an seine drei Kinder, die Tochter Astrid Hamker und die Söhne Arnulf und Olaf Piepenbrock, ab. Piepenbrock hielt weiterhin 51 Prozent an der Unternehmensgruppe Piepenbrock, ließ sich jedoch von seiner Frau Maria-Theresia Piepenbrock vertreten. Die drei Kinder halten 49 Prozent der Unternehmensanteile.
Neben der Führung des Unternehmens engagierte sich Hartwig Piepenbrock im Bereich der Kunst und gründete 1988 zum 75-jährigen Firmenjubiläum eine Kulturstiftung. Diese engagiert sich im Kultursponsoring und vergab bis 2008 alle zwei Jahre den höchstdotierten Skulpturen-Preis Europas, den Piepenbrock Preis für Skulptur. Seit 1994 wird von der Unternehmensgruppe außerdem der jährlich an Studierende des Faches Kunst der Universität Osnabrück vergebene Piepenbrock Kunstförderpreis finanziert.
Zudem war Hartwig Piepenbrock von 1971 bis 1996 Präsident des Sportvereins VfL Osnabrück.
Er verlebte seine letzten Lebensjahre in der Villa Lemm in Berlin-Gatow. Es war bekannt, dass er seit einigen Jahren an Demenz litt, was auch Grund für die Piepenbrock Kulturstiftung war, den Forschungspreis Hartwig-Piepenbrock-DZNE-Preis im Jahr 2011 ins Leben zu rufen, welcher alle zwei Jahre gemeinsam mit der DZNE vergeben wird und auf 60.000 € dotiert ist.

## Auszeichnungen
- Ehrendoktor der Universität der Künste Berlin
- Ehrensenator der Hochschule für Musik und Theater Hannover (HMTH)[6]
- 1995: Großes Verdienstkreuz des Niedersächsischen Verdienstordens
- 2001: Verdienstorden des Landes Berlin
- 2002: Großes Bundesverdienstkreuz